# Йоханнес Рюйш
 Йоханнес Рюйш  (нім. Johannes Ruysch; (1460—1533) — німецький картограф, астроном нідерландського походження.

## Картографічна діяльність
1507 року Йоханнес Рюйш публікує карту «Uniuersalior cogniti orbis tabula ex recentibus confecta obseruationi» (Універсальна карта світу з відомими і новими спостереженнями) в Римському виданні «Географії» давньогрецького вченого  Клавдія Птолемея. Йоханнес Рюйш дає про світ ширше уявлення ніж Фра Мауро (1459), тому, що вже подає дані про відкриття португальських та іспанських мореплавців. Але і вона описує світ відповідно до ідей Клавдія Птолемея. Територія сучасної України позначена як Русь (RVSSIA), Поділля (PODOLIA), на карті показане Чорне море (PONTVS EVXINVS). Білоруські землі  разом з сучасною Литвою підписані як  LITVANIA, а московські (російські) як Московія (MOSKOVIA), на схід та південь від якої — Казань (CASAN), Астрахань (OSTRACHAN). На карті також, зокрема, позначені TARTARIA (Татарія), POLONIA (Польща), RUSSIA ALBA (землі між Дніпром та Доном), PRYSSIA (Пруссія), ORIGA (Латвія), LIVONIA (Ліфляндія) тощо. Річка TANAIS (Дон) — межа між Європою та Азією.